# Discografia de Caetano Veloso
A discografia de Caetano Veloso compreende em 48 álbuns lançados, sendo 29 em estúdio e 19 ao vivo.

## Álbuns

### Álbuns de estúdio
| Álbum                                                                                           | Detalhes                                                                          | Melhores posições | Melhores posições | Melhores posições | Melhores posições | Melhores posições | Melhores posições | Vendas      | Certificações |
| Álbum                                                                                           | Detalhes                                                                          | BRA               | FRA               | Bill. Heat.       | ITA               | POR               | World             | Vendas      | Certificações |
| ----------------------------------------------------------------------------------------------- | --------------------------------------------------------------------------------- | ----------------- | ----------------- | ----------------- | ----------------- | ----------------- | ----------------- | ----------- | ------------- |
| Domingo (com Gal Costa)                                                                         | - Lançamento: 1967 - Gravadora: Philips - Formato: LP, CD                         | —                 | —                 | —                 | —                 | —                 | —                 |             |               |
| Caetano Veloso                                                                                  | - Lançamento: 1968 - Gravadora: Philips - Formato: LP, CD                         | —                 | —                 | —                 | —                 | —                 | —                 |             |               |
| Tropicalia ou Panis et Circencis (com Gal Costa, Gilberto Gil, Nara Leão, Os Mutantes e Tom Zé) | - Lançamento: 1968 - Gravadora: Philips - Formato: LP, CD                         | —                 | —                 | —                 | —                 | —                 | —                 |             |               |
| Caetano Veloso                                                                                  | - Lançamento: 1969 - Gravadora: Philips - Formato: LP, CD                         | —                 | —                 | —                 | —                 | —                 | —                 |             |               |
| Caetano Veloso                                                                                  | - Lançamento: 1971 - Gravadora: Philips - Formato: LP, CD                         | —                 | —                 | —                 | —                 | —                 | —                 |             |               |
| Transa                                                                                          | - Lançamento: 1972 - Gravadora: Philips - Formato: LP, CD                         | —                 | —                 | —                 | —                 | —                 | —                 |             |               |
| Araçá Azul                                                                                      | - Lançamento: 1973 - Gravadora: Philips - Formato: LP, CD                         | —                 | —                 | —                 | —                 | —                 | —                 |             |               |
| Jóia                                                                                            | - Lançamento: 1975 - Gravadora: Philips - Formato: LP, CD                         | —                 | —                 | —                 | —                 | —                 | —                 |             |               |
| Qualquer Coisa                                                                                  | - Lançamento: 1975 - Gravadora: Philips - Formato: LP, CD                         | —                 | —                 | —                 | —                 | —                 | —                 |             |               |
| Bicho                                                                                           | - Lançamento: 1977 - Gravadora: Philips - Formato: LP, CD                         | —                 | —                 | —                 | —                 | —                 | —                 |             |               |
| Muito (Dentro da Estrela Azulada)                                                               | - Lançamento: 1978 - Gravadora: Philips - Formato: LP, CD                         | —                 | —                 | —                 | —                 | —                 | —                 |             |               |
| Cinema Transcendental                                                                           | - Lançamento: 1979 - Gravadora: Philips - Formato: LP, CD                         | —                 | —                 | —                 | —                 | —                 | —                 | - : 135.000 |               |
| Outras Palavras                                                                                 | - Lançamento: 1981 - Gravadora: Philips - Formato: LP, CD                         | —                 | —                 | —                 | —                 | —                 | —                 | - : 135.000 | - : Ouro      |
| Cores, Nomes                                                                                    | - Lançamento: 1982 - Gravadora: Philips - Formato: LP, CD                         | —                 | —                 | —                 | —                 | —                 | —                 | - : 100.000 | - : Ouro      |
| Uns                                                                                             | - Lançamento: 1983 - Gravadora: Philips - Formato: LP, CD                         | —                 | —                 | —                 | —                 | —                 | —                 | - : 100.000 | - : Ouro      |
| Velô                                                                                            | - Lançamento: 1984 - Gravadora: Philips - Formato: LP, CD                         | —                 | —                 | —                 | —                 | —                 | —                 | - : 100.000 | - : Ouro      |
| Caetano Veloso                                                                                  | - Lançamento: 1986 - Gravadora: Nonesuch Records - Formato: LP, CD                | —                 | —                 | —                 | —                 | —                 | —                 |             |               |
| Caetano                                                                                         | - Lançamento: 1987 - Gravadora: Philips - Formato: LP, CD                         | —                 | —                 | —                 | —                 | —                 | —                 | - : 140.000 |               |
| Estrangeiro                                                                                     | - Lançamento: 1989 - Gravadora: Philips - Formato: LP, CD                         | —                 | —                 | —                 | —                 | —                 | 13                |             |               |
| Circuladô                                                                                       | - Lançamento: 1991 - Gravadora: Philips - Formato: LP, CD                         | —                 | —                 | —                 | —                 | —                 | —                 |             |               |
| Tropicália 2 (com Gilberto Gil)                                                                 | - Lançamento: 1993 - Gravadora: Philips - Formato: LP, CD                         | —                 | —                 | —                 | —                 | —                 | —                 |             |               |
| Fina Estampa                                                                                    | - Lançamento: 1994 - Gravadora: Philips - Formato: CD                             | —                 | —                 | —                 | —                 | —                 | —                 | - : 250.000 |               |
| Livro                                                                                           | - Lançamento: 1997 - Gravadora: Philips - Formato: CD                             | —                 | —                 | —                 | —                 | —                 | 13                | - : 160.000 | - : Ouro      |
| Noites do Norte                                                                                 | - Lançamento: 2000 - Gravadora: Universal - Formato: CD                           | —                 | —                 | —                 | —                 | —                 | —                 | - : 115.000 | - : Ouro      |
| Eu Não Peço Desculpa (com Jorge Mautner)                                                        | - Lançamento: 2002 - Gravadora: Universal - Formato: CD                           | —                 | —                 | —                 | —                 | —                 | —                 |             |               |
| A Foreign Sound                                                                                 | - Lançamento: 2004 - Gravadora: Universal - Formato: CD                           | —                 | 97                | 41                | —                 | 15                | 2                 | - : 50.000  | - : Ouro      |
| Cê                                                                                              | - Lançamento: 2006 - Gravadora: Universal - Formato: CD, LP                       | —                 | —                 | —                 | 60                | 5                 | —                 | - : 50.000  |               |
| Zii e Zie                                                                                       | - Lançamento: 2009 - Gravadora: Universal - Formato: CD                           | —                 | —                 | —                 | —                 | 22                | —                 | - : 10.000  |               |
| Abraçaço                                                                                        | - Lançamento: 2012 - Gravadora: Universal - Formato: CD, LP(Polysom)              | —                 | —                 | —                 | —                 | 19                | 14                | - : 18.000  |               |
| Meu Coco                                                                                        | - Lançamento: 2021 - Gravadora: Sony Music Brasil - Formato: CD, download digital |                   |                   |                   |                   |                   |                   |             |               |

### Álbuns ao vivo
| Álbum                                                                        | Detalhes                                                                                          | Melhores posições | Melhores posições | Melhores posições | Vendas                            | Certificações                         |
| Álbum                                                                        | Detalhes                                                                                          | BRA               | POR               | World             | Vendas                            | Certificações                         |
| ---------------------------------------------------------------------------- | ------------------------------------------------------------------------------------------------- | ----------------- | ----------------- | ----------------- | --------------------------------- | ------------------------------------- |
| Barra 69 - Caetano e Gil ao Vivo (com Gilberto Gil)                          | - Lançamento: 1972 - Gravadora: Philips, Phonogram - Formatos: LP, CD                             | —                 | —                 | —                 |                                   |                                       |
| Caetano e Chico Juntos e Ao Vivo (com Chico Buarque)                         | - Lançamento: 1972 - Gravadora: Philips, Phonogram - Formatos: LP, CD                             | —                 | —                 | —                 |                                   |                                       |
| Temporada de Verão - ao Vivo na Bahia (com Gilberto Gil e Gal Costa)         | - Lançamento: 1974 - Gravadora: Philips, Phonogram - Formato: LP, CD                              | —                 | —                 | —                 |                                   |                                       |
| Doces Bárbaros (com Gilberto Gil, Gal Costa e Maria Bethânia)                | - Lançamento: 1976 - Gravadora: Philips, Phonogram - Formatos: LP, CD                             | —                 | —                 | —                 |                                   |                                       |
| Maria Bethânia e Caetano Veloso ao Vivo (com Maria Bethânia)                 | - Lançamento: 1978 - Gravadora: Philips, PolyGram - Formato: LP, CD                               | —                 | —                 | —                 |                                   |                                       |
| Totalmente Demais                                                            | - Lançamento: 1986 - Gravadora: Philips - Formato: LP, CD                                         | —                 | —                 | —                 | - : 250.000                       | - : Platina                           |
| Circuladô Vivo                                                               | - Lançamento: 1992 - Gravadora: Philips, PolyGram - Formatos: LP, CD                              | —                 | —                 | —                 |                                   |                                       |
| Fina Estampa ao Vivo                                                         | - Lançamento: 1995 - Gravadora: PolyGram - Formatos: CD, download digital                         | —                 | —                 | —                 |                                   |                                       |
| Prenda Minha                                                                 | - Lançamento: 1998 - Gravadora: PolyGram - Formatos: CD, download digital                         | —                 | —                 | —                 | - : 1.000.000                     | - : Diamante                          |
| Omaggio a Federico e Giulieta ao Vivo                                        | - Lançamento: 1999 - Gravadora: Universal - Formatos: CD, download digital                        | —                 | —                 | —                 |                                   |                                       |
| Noites do Norte ao Vivo                                                      | - Lançamento: 2001 - Gravadora: Universal - Formatos: CD, DVD, download digital                   | —                 | —                 | —                 | - : 100.000 (CD) - : 50.000 (DVD) | - : Ouro (CD) - : Platina (DVD)       |
| Live in Bahia                                                                | - Lançamento: 2002 - Gravadora: Nonesuch - Formatos: CD                                           | —                 | —                 | —                 |                                   |                                       |
| Multishow ao Vivo: Cê                                                        | - Lançamento: 11 de setembro de 2007 - Gravadora: Universal - Formatos: CD, DVD, download digital | —                 | —                 | —                 | - : 20.000                        |                                       |
| Roberto Carlos e Caetano Veloso e a Música de Tom Jobim (com Roberto Carlos) | - Lançamento: 2008 - Gravadora: Amigo Records, Sony Music - Formatos: CD, DVD, download digital   | 7                 | —                 | —                 | - : 143.000                       | - : Platina - : Ouro                  |
| MTV ao Vivo: Zii e Zie                                                       | - Lançamento: fevereiro de 2011 - Gravadora: Universal - Formatos: CD, DVD, download digital      | —                 | —                 | —                 | - : 10.000                        |                                       |
| Multishow ao Vivo: Caetano e Maria Gadú (com Maria Gadú)                     | - Lançamento: 23 de maio de 2011 - Gravadora: Universal - Formatos: CD, DVD, download digital     | 3                 | —                 | —                 | - : 250.000                       | - : 2× Platina (CD) - : Platina (DVD) |
| Ivete, Gil e Caetano (com Ivete Sangalo e Gilberto Gil)                      | - Lançamento: 2012 - Gravadora: Universal - Formatos: CD, DVD, download digital                   | —                 | —                 | —                 | - : 50.000 (CD) - : 150.000 (DVD) | - : Ouro (CD) - : Platina (DVD)       |
| Multishow ao Vivo: Abraçaço                                                  | - Lançamento: 2014 - Gravadora: Universal - Formatos: CD, DVD, download digital                   | —                 | 20                | —                 | - : 20.000                        |                                       |
| Dois Amigos, Um Século de Música (com Gilberto Gil)                          | - Lançamento: 4 de dezembro de 2015 - Gravadora: Sony - Formatos: CD, DVD, download digital       | 1                 | —                 | —                 |                                   |                                       |
| Ofertório (com os filhos Moreno, Zeca, Tom)                                  |                                                                                                   |                   |                   |                   |                                   |                                       |

### Coletâneas
Lista de coletâneas selecionadas de Caetano Veloso.
| Álbum                                                                          | Detalhes                                                             | Melhores posições | Vendas      | Certificações |
| Álbum                                                                          | Detalhes                                                             | World             | Vendas      | Certificações |
| ------------------------------------------------------------------------------ | -------------------------------------------------------------------- | ----------------- | ----------- | ------------- |
| Muitos Carnavais                                                               | - Lançamento: 1977 - Gravadora: Philips, Phonogram - Formato: LP, CD | —                 |             |               |
| O Melhor de Caetano Veloso/The Best of Caetano Veloso: Sem Lenço Sem Documento | - Lançamento: 1990 - Gravadora: Philips, Polygram - Formato: LP, CD  | 5                 |             |               |
| Caetano Canta                                                                  | - Lançamento: 1995 - Gravadora: Polygram - Formato: LP, CD           | —                 | - : 200.000 | - : 2× Ouro   |
| A Bossa de Caetano                                                             | - Lançamento: 2000 - Gravadora: Universal - Formato: CD              | —                 | - : 50.000  | - : Ouro      |
| Novelas                                                                        | - Lançamento: 2002 - Gravadora: Universal - Formato: CD              | —                 | - : 100.000 | - : Ouro      |
| Perfil                                                                         | - Lançamento: 2006 - Gravadora: Som Livre - Formato: CD              | —                 | - : 100.000 | - : Platina   |

### Álbuns digitais
| Álbum          | Detalhes                                                                            |
| -------------- | ----------------------------------------------------------------------------------- |
| iTunes Session | - Lançamento: 23 de maio de 2014 - Gravadora: Universal - Formato: download digital |

## Compactos simples
1965-1978
| Compacto | Detalhes                                                                                     | Álbum original                   | Melhores posições | Melhores posições |
| Compacto | Detalhes                                                                                     | Álbum original                   | SP                | RJ                |
| --- | -------------------------------------------------------------------------------------------- | -------------------------------- | ----------------- | ----------------- |
| "Cavaleiro" "Samba em Paz" | - Lançamento: Maio de 1965 - Nº Cat: RCA Victor LC-6159 - Formato: 7"                        | —                                | —                 | —                 |
| "Alegria, Alegria" "Remelexo" | - Lançamento: Novembro de 1967 - Nº Cat: PHILIPS 365.222 - Formato: 7"                       | Caetano Veloso [1968]            | 1                 | 1                 |
| "Yes, Nós Temos Bananas" "Ai de Mim, Copacabana"                                                                                     | - Lançamento: Maio de 1968 - Nº Cat: PHILIPS 365.236 - Formato: 7"                           | —                                | —                 | —                 |
| "Baby" (Gal Costa & Caetano Veloso) "Mamãe, Coragem" (Gal Costa)                                                                     | - Lançamento: Junho de 1968 - Nº Cat: PHILIPS 365.243 - Formato: 7"                          | Tropicalia ou Panis et Circensis | 21                | —                 |
| "É Proibido Proibir" (com Os Mutantes) "Ambiente de Festival" (com Os Mutantes)                                                      | - Lançamento: Setembro de 1968 - Nº Cat: PHILIPS 365.257 - Formato: 7"                       | —                                | —                 | —                 |
| "Atrás do Trio Elétrico" "Torno a Repetir"                                                                                           | - Lançamento: Janeiro de 1969 - Nº Cat: PHILIPS 365.264 - Formato: 7"                        | Caetano Veloso [1969]            | —                 | 8                 |
| "Coração Materno" Hino ao Senhor do Bonfim" (com Gal Costa, Gilberto Gil e Os Mutantes)                                              | - Lançamento: Maio de 1969 - Nº Cat: PHILIPS 365.278 - Formato: 7"                           | Tropicalia ou Panis et Circensis | —                 | —                 |
| "Irene" "Marinheiro Só" | - Lançamento: Agosto de 1969 - Nº Cat: PHILIPS 365.285 - Formato: 7"                         | Caetano Veloso [1969]            | 23                | 6                 |
| "Charles, Anjo 45" "Não Identificado"                                                                                                | - Lançamento: Novembro de 1969 - Nº Cat: PHILIPS 365.296 - Formato: 7"                       | —                                | 23                | 15                |
| "Maria Bethânia" "London, London" | - Lançamento: 1972 () - Nº Cat: Paramount P-109 - Formato: 7"                                | Caetano Veloso [1971]            | —                 | —                 |
| "Cada Macaco no Seu Galho" (com Gilberto Gil) "Chiclete com Banana" (Gilberto Gil)                                                   | - Lançamento: Maio de 1972 - Nº Cat: PHILIPS 6069.039 - Formato: 7"                          | —                                | —                 | —                 |
| Disco de Bolso do Pasquim, nº 2: "A Volta da Asa Branca" Mucuripe" (Fagner e Ivan Lins)                                              | - Lançamento: 10 de junho de 1972 - Nº Cat: Zem Produtora 2801 005 - Formato: 7" com revista | —                                | —                 | —                 |
| "Um Frevo Novo" "É Coisa do Destino"                                                                                                 | - Lançamento: Janeiro de 1973 - Nº Cat: PHILIPS 6069.066 - Formato: 7"                       | —                                | —                 | —                 |
| "Deus e o Diabo" "Frevo do Trio Elétrico"                                                                                            | - Lançamento: Dezembro de 1973 - Nº Cat: PHILIPS 6069.085 - Formato: 7"                      | —                                | —                 | —                 |
| "Cara a Cara" "Hora da Razão" | - Lançamento: Novembro de 1974 - Nº Cat: PHILIPS 6069.096 - Formato: 7"                      | —                                | —                 | —                 |
| "Qualquer Coisa" [PROMO] "Jóia" | - Lançamento: Junho de 1975 - Nº Cat: PHILIPS 2801.032 - Formato: 7"                         | Qualquer Coisa / Jóia            | —                 | —                 |
| "A Filha da Chiquita Bacana" "Escapulário"                                                                                           | - Lançamento: Novembro de 1975 - Nº Cat: PHILIPS 6069.132 - Formato: 7"                      | Jóia                             | —                 | —                 |
| "Dias, Dias, Dias / Volta" "Pulsar"                                                                                                  | - Lançamento: Dezembro de 1975 - Nº Cat: N/A - Formato: 7"                                   | —                                | —                 | —                 |
| "Piaba" "A Filha da Chiquita Bacana"                                                                                                 | - Lançamento: Janeiro de 1977 - Nº Cat: PHILIPS 6069.171 - Formato: 7"                       | —                                | —                 | —                 |
| "Alegria, Alegria" "O Leãozinho" | - Lançamento: Setembro de 1977 - Nº Cat: PHILIPS 6069.184 - Formato: 7"                      | Sem Lenço, Sem Documento [OST]   | —                 | —                 |
| "Amante Amado" (Canções do filme Na Boca do Mundo) "Pecado Original"                                                                 | - Lançamento: Maio de 1978 - Nº Cat: PHILIPS 6069.193 - Formato: 7"                          | —                                | —                 | —                 |
| "Hino a N. S. da Purificação", de C. Sepúlveda (com Maria Bethânia) "Hino a N. S. da Purificação", de C. Veloso (com Maria Bethânia) | - Lançamento: Julho de 1978 - Nº Cat: N/A - Formato: 7"                                      | —                                | —                 | —                 |
| "O Bater do Tambor" "Samba da Cabeça"                                                                                                | - Lançamento: Novembro de 1978 - Nº Cat: PHILIPS 6069.210 - Formato: 7"                      | —                                | —                 | —                 |

1979-2017
| Compacto | Detalhes | Álbum original              |
| --- | --- | --------------------------- |
| Carnaval 80 "Massa Real" "Badauê"                                                                             | - Lançamento: Dezembro de 1979 - Nº Cat: PHILIPS 6069.229 - Formato: 7"                                                         | —                           |
| "Grito de Alerta" (Maria Bethânia) "Lua de São Jorge" (Caetano Veloso) [PROMO]                                | - Lançamento: Início de 1980 - Nº Cat: PHILIPS 2081.042 - Formato: 7"                                                           | Mel / Cinema Transcendental |
| "Sim // Não" "Armandinho"                                                                                     | - Lançamento: Março de 1981 - Nº Cat: PHILIPS 6069.242 - Formato: 7"                                                            | Outras Palavras             |
| "Aquarela do Brasil" (com João Gilberto e Gilberto Gil) "Milagre" (com João Gilberto e Gilberto Gil)          | - Lançamento: Junho de 1981 () - Nº Cat: PHILIPS 6837.749 - Formato: 7"                                                         | Brasil                      |
| "Um Canto de Afoxé para o Bloco do Ilê" "Queixa"                                                              | - Lançamento: Março de 1982 - Nº Cat: PHILIPS 6069.263 - Formato: 7"                                                            | Cores, Nomes                |
| "Luz do Sol" "Luz do Sol"                                                                                     | - Lançamento: Fevereiro de 1983 - Nº Cat: PHILIPS 6069.292 - Formato: 7"                                                        | —                           |
| 84 Carnaval Liberou Geral - 100 Anos de Carnaval da Bahia: "Pra Valer" "É Hoje"                               | - Lançamento: Novembro de 1983 - Nº Cat: PHILIPS 814.992-7 - Formato: 7"                                                        | Uns                         |
| "Podres Poderes" "Sorvete"                                                                                    | - Lançamento: Maio de 1984 - Nº Cat: PHILIPS 880.387-7 - Formato: 7"                                                            | Velô                        |
| "O Quereres" [PROMO] "Lábios" (Zizi Possi)                                                                    | - Lançamento: Maio de 1984 - Nº Cat: PHILIPS ? - Formato: 7"                                                                    | Velô                        |
| "Sorte" (com Gal Costa) [PROMO] "Sorte" (com Gal Costa)                                                       | - Lançamento: 1986 - Nº Cat: RCA 990.0071 - Formato: 12"                                                                        | Bem Bom                     |
| "Milagres do Povo" [PROMO] (Canção da série Tenda dos Milagres) "Milagres do Povo"                            | - Lançamento: Agosto de 1985 - Nº Cat: Som Livre 960.001-4 - Formato: 7"                                                        | —                           |
| "Medley: Nega Maluca/Billie Jean/Eleanor Rigby" [PROMO] [EUA] "Medley: Nega Maluca/Billie Jean/Eleanor Rigby" | - Lançamento: 1986 - Nº Cat: Nonesuch ED 5253 - Formato: 7"                                                                     | Caetano Veloso (1986)       |
| "London London" "London London" (Gal Costa)                                                                   | - Lançamento: 1986 - Nº Cat: PHILIPS 884 977-1 - Formato: 12"                                                                   | Caetano Veloso (1971)       |
| ""Vamo" Comer" [PROMO] "Fera Ferida"                                                                          | - Lançamento: 1987 - Nº Cat: PHILIPS 2801 234 - Formato: 12"                                                                    | Caetano                     |
| "Este Amor" [PROMO] "Este Amor"                                                                               | - Lançamento: 1989 - Nº Cat: PHILIPS 2801 344 - Formato: 12"                                                                    | Estrangeiro                 |
| "Meia Lua Inteira" [PROMO] [RUN] (no BRA, só airplay) "Jasper"                                                | - Lançamento: 1989 - Nº Cat: Mango 12 MNG 734 - Formato: 12"                                                                    | Estrangeiro                 |
| "Debaixo dos Caracóis dos Seus Cabelos" [PROMO] "Debaixo dos Caracóis dos Seus Cabelos"                       | - Lançamento: 1992 - Nº Cat: PHILIPS 2801 618 - Formato: 12"                                                                    | Circuladô Vivo              |
| "Haiti" (com Gilberto Gil) [PROMO] [ESP]                                                                      | - Lançamento: 1993 - Nº Cat: WEA 1.679 - Formato: CD single                                                                     | Tropicália 2                |
| "Mi Cocodrilo Verde" [PROMO] [ESP]                                                                            | - Lançamento: 1994 - Nº Cat: PHILIPS 852 120-2 - Formato: CD single                                                             | Fina Estampa                |
| "Rumba Azul" [PROMO] [BRA/ESP]                                                                                | - Lançamento: 1994 (BRA) / 1995 (ESP) - Nº Cat: PHILIPS 2801 800 (BRA) / 856 920-2 (ESP) - Formato: 12" (BRA) / CD single (ESP) | Fina Estampa                |
| "O Samba e o Tango" [PROMO]                                                                                   | - Lançamento: 1995 - Nº Cat: PHILIPS 2801 982 - Formato: CD single                                                              | Fina Estampa Ao Vivo        |
| "A Luz de Tieta" (com Gal Costa)                                                                              | - Lançamento: 1996 - Nº Cat: Natasha Records NAT PP7 - Formato: CD single                                                       | —                           |
| "Não Enche" [PROMO] [ARG] "Júgale, Apuéstale" (Aterciopelados)                                                | - Lançamento: 1997 - Nº Cat: PolyGram CD 065 - Formato: CD single                                                               | Livro                       |
| "Minha Voz, Minha Vida" [PROMO] [POR] "Você É Minha"                                                          | - Lançamento: 1997 - Nº Cat: Mercury Records Promo 172 - Formato: CD single                                                     | Livro                       |

Em construção...

## Compactos duplos
1965-1978
| Compacto | Detalhes                                                                             | Álbum original                          | Melhores posições | Melhores posições |
| Compacto | Detalhes                                                                             | Álbum original                          | SP                | RJ                |
| --- | ------------------------------------------------------------------------------------ | --------------------------------------- | ----------------- | ----------------- |
| "Soy Loco Por Ti, América" / "Superbacana" "Clarice" | - Lançamento: Maio de 1968 - Nº Cat: PHILIPS 441.420 - Formato: 7"                   | Caetano Veloso [1968]                   | —                 | 3                 |
| "Pra Chatear" (Ronnie Von e Caetano Veloso) / "O Manequim" (Ronnie Von) "O Homem da Bicicleta" (Ronnie Von) / "Soneca contra o Barão Vermelho" (Ronnie Von)                                      | - Lançamento: Junho de 1968 - Nº Cat: Polydor DCPN 555.013 - Formato: 7"             | Ronnie Von, nº 3                        | —                 | —                 |
| Ao Vivo (com Os Mutantes): "A Voz do Morto" / "Baby" "Saudosismo" / "Marcianita" | - Lançamento: Novembro de 1968 - Nº Cat: PHILIPS 441.429 - Formato: 7"               | —                                       | —                 | —                 |
| "Que Pena" (Gal Costa e Caetano) / "Lost in the Paradise" (Gal Costa) "Não Identificado" (Gal Costa) / "Sebastiana" (Gal Costa e Gilberto Gil)                                                   | - Lançamento: Maio de 1969 - Nº Cat: PHILIPS 441.451 - Formato: 7"                   | Gal Costa [1969]                        | 5                 | 4                 |
| "Irene" / "Carolina" "Os Argonautas" / "Chuvas de Verão" | - Lançamento: Agosto de 1969 - Nº Cat: PHILIPS 441.455 - Formato: 7"                 | Caetano Veloso [1969]                   | —                 | 3                 |
| "Chuvas de Verão" / "?" "?" / "?" | - Lançamento: Agosto de 1970 - Nº Cat: PHILIPS 441.47? (possivelmente) - Formato: 7" | Caetano Veloso [1969]                   | 8                 | —                 |
| O Carnaval de Caetano: "Chuva, Suor e Cerveja (Rain, Sweat And Beer)" / "Barão Beleza" "Qual É A Baiana?" / "Pula, Pula (Salto De Sapato)" / "La Barca"                                          | - Lançamento: Dezembro de 1971 - Nº Cat: PHILIPS 6245 006 - Formato: 7"              | —                                       | —                 | —                 |
| Lupicínio Rodrigues na Interpretação de: "Cadeira Vazia" (Elis Regina) / "Felicidade (Felicidade Foi Embora)" (Caetano Veloso) "Esses Moços (Pobres Moços)" (Gilberto Gil) / "Volta" (Gal Costa) | - Lançamento: 1974 - Nº Cat: PHILIPS 6245.040 - Formato: 7"                          | —                                       | —                 | —                 |
| Qualquer Coisa / Jóia: "Qualquer Coisa" / "Samba e Amor" "Lua, Lua, Lua, Lua" / "Escapulário" | - Lançamento: 1976 - Nº Cat: PHILIPS 6245.050 - Formato: 7"                          | Qualquer Coisa / Jóia                   | —                 | —                 |
| Doces Bárbaros: "Chuckberry Fields Forever" / "São João, Xangô Menino" "Esotérico" / "O Seu Amor"                                                                                                | - Lançamento: Junho de 1976 - Nº Cat: PHILIPS 6245.059 - Formato: 7"                 | —                                       | —                 | —                 |
| PROMO: "Romaria" (Elis Regina) / "João e Maria" (Chico Buarque & Nara Leão) "Odara" [Versão Editada] (Caetano Veloso) / "Refavela" (Gilberto Gil)                                                | - Lançamento: Junho de 1977 - Nº Cat: PHILIPS 2805.013 - Formato: 7"                 | Bicho                                   | —                 | —                 |
| Muito: "Sampa" / "Muito" "Tempo de Estio" / "Muito Romântico" | - Lançamento: Junho de 1978 - Nº Cat: PHILIPS 6245.091 - Formato: 7"                 | Muito                                   | —                 | —                 |
| Bethânia & Caetano [PROMO]: "A Tua Presença, Morena" / "Drama" / "Começaria Tudo Outra Vez" (Maria Bethânia) "Um Índio" / "Odara" [Edit] / "São João, Xangô Menino" (Caetano Veloso)             | - Lançamento: Setembro de 1978 - Nº Cat: PHILIPS 6245.101 - Formato: 7"              | Maria Bethânia e Caetano Veloso Ao Vivo | —                 | —                 |

1979-2017
| Compacto | Detalhes                                                       | Álbum original |
| --- | -------------------------------------------------------------- | -------------- |
| Cores, Nomes: "Queixa" / "Trem das Cores" "Meu Bem, Meu Mal" / "Sonhos" | - Lançamento: 1982 - Nº Cat: PHILIPS 814.267-7 3 - Formato: 7" | Cores, Nomes   |
| Marcianita (com Os Mutantes) "Ouro de Tolo" / "Fera Ferida" / "Sonhos" / "Pecado Original"                                                                                                | - Lançamento: 1993 - Nº Cat: PHILIPS M 862.397-2 - Formato: CD | —              |
| Promonovela - Meu Bem Querer: "Você É Minha" (Caetano Veloso) / "Contradição" (Editada) (Cris Braun) "Teu Sonho Não Acabou" (V. Álbum) (Yara) / "Teu Sonho Não Acabou" (V. Novela) (Yara) | - Lançamento: 1998 - Nº Cat: PHILIPS 2802 294 - Formato: CD    | —              |

## Participações
| Artista            | Álbum                                                          | Detalhes | Melhores posições | Melhores posições |
| Artista            | Álbum                                                          | Detalhes | SP                | RJ                |
| ------------------ | -------------------------------------------------------------- | --- | ----------------- | ----------------- |
| Vários Intérpretes | III Festival Internacional da Canção, Vol. 2                   | - Participação: Vocais e composição em "É Proibido Proibir". - Lançamento: Novembro de 1968 - Nº Cat: PHILIPS R 765.063 L - Formato: LP                   | —                 | —                 |
| Gal Costa          | Gal Costa                                                      | - Participação: Vocais em "Que Pena" e composição de outras cinco canções. - Lançamento: Março de 1969 - Nº Cat: PHILIPS R 765.068 L - Formato: LP        | 5                 | 1                 |
| Gal Costa          | Gal                                                            | - Participação: Vocais em "País Tropical" e composição de outras duas canções. - Lançamento: Novembro de 1969 - Nº Cat: PHILIPS R 765.098 L - Formato: LP | 12                | 3                 |
| Gal Costa          | "Meu Nome É Gal" / "Tuareg" "País Tropical" / "The Empty Boat" | - Participação: Vocais em "País Tropical" e composição em "The Empty Boat" - Lançamento: Novembro de 1969 - Nº Cat: PHILIPS 441.470 - Formato: EP de 7"   | —                 | —                 |
| Bolão              | "Sem Querer" "Camisola de Seda"                                | - Participação: Vocais em "Camisola de Seda" - Lançamento: 1984 - Nº Cat: RCA 101.093 - Formato: 7"                                                       | —                 | —                 |

## Trilhas sonoras
| Ano  | Obra                          | Tipo de Obra | Emissora           | Canções em que participa |
| ---- | ----------------------------- | ------------ | ------------------ | --- |
| 1977 | Sem Lenço, Sem Documento      | Telenovela   | TV Globo           | Voz: "Alegria, Alegria" e "O Leãozinho" |
| 1978 | Gina                          | Telenovela   | TV Globo           | Voz: "Coração Vagabundo" |
| 1978 | Salário Mínimo                | Telenovela   | Rede Tupi          | Voz: "Sampa" |
| 1979 | Marron Glacê                  | Telenovela   | TV Globo           | Voz: "Help!" |
| 1980 | Olhai os Lírios do Campo      | Telenovela   | TV Globo           | Voz: "Felicidade" |
| 1980 | Chega Mais                    | Telenovela   | TV Globo           | Voz: "Trilhos Urbanos" |
| 1980 | Plumas e Paetês               | Telenovela   | TV Globo           | Voz: "Nosso Estranho Amor" (com Marina Lima) |
| 1981 | Baila Comigo                  | Telenovela   | TV Globo           | Voz: "Lua e Estrela" |
| 1981 | Brilhante                     | Telenovela   | TV Globo           | Voz: "Dans Mon Île" |
| 1982 | O Homem Proibido              | Telenovela   | TV Globo           | Voz: "Queixa" |
| 1982 | Sétimo Sentido                | Telenovela   | TV Globo           | Voz: "Disse Alguém" (com João Gilberto e Gilberto Gil) |
| 1982 | Ninho da Serpente             | Telenovela   | Band               | Voz: "Baby" (com Gal Costa) e "Chuvas de Verão" |
| 1983 | Guerra dos Sexos              | Telenovela   | TV Globo           | Voz: "Bobagens, Meu Filho, Bobagens" |
| 1983 | Eu Prometo                    | Telenovela   | TV Globo           | Voz: "Você é Linda" |
| 1983 | Janete                        | Filme        | —                  | Voz: "Janete" |
| 1984 | Transas & Caretas             | Telenovela   | TV Globo           | Interpretação: "Baby" (por Gal Costa) |
| 1984 | Corpo a Corpo                 | Telenovela   | TV Globo           | Voz: "Sorvete" |
| 1985 | Tenda dos Milagres            | Minissérie   | TV Globo           | Voz: "Milagres do Povo" |
| 1987 | Brega & Chique                | Telenovela   | TV Globo           | Voz: "Preciso Aprender a Só Ser" e "É Tão Bom" (com Luiz Caldas) |
| 1987 | Bambolê                       | Telenovela   | TV Globo           | Voz: "Coisa Mais Linda" |
| 1988 | Vale Tudo                     | Telenovela   | TV Globo           | Interpretação: "Tá Combinado" (por Maria Bethânia) Voz: "Isto Aqui o Que É" |
| 1989 | Tieta                         | Telenovela   | TV Globo           | Voz: "Meia-Lua Inteira" |
| 1989 | Cortina de Vidro              | Telenovela   | SBT                | Voz: "Etc." |
| 1990 | Rá-Tim-Bum                    | Infantil     | TV Cultura         | Voz: "Acalanto" |
| 1990 | Rainha da Sucata              | Telenovela   | TV Globo           | Interpretação: "Nua Ideia" ("Leila XII" (por Gal Costa)) |
| 1990 | Meu Bem, Meu Mal              | Telenovela   | TV Globo           | Interpretação: "Meu Bem, Meu Mal" (por Marco André) |
| 1991 | O Dono do Mundo               | Telenovela   | TV Globo           | Voz: "Cidade Maravilhosa" |
| 1992 | Anos Rebeldes                 | Minissérie   | TV Globo           | Voz: "Alegria, Alegria" |
| 1992 | De Corpo e Alma               | Telenovela   | TV Globo           | Voz: "Fora da Ordem" |
| 1993 | Renascer                      | Telenovela   | TV Globo           | Voz: "Lindeza" |
| 1993 | Fera Ferida                   | Telenovela   | TV Globo           | Voz: "Você é Linda" |
| 1994 | Pátria Minha                  | Telenovela   | TV Globo           | Voz: "Debaixo dos Caracóis dos Seus Cabelos" e "Haiti" (com Gilberto Gil) |
| 1995 | Malhação                      | Telenovela   | TV Globo           | Voz: "Pecado" |
| 1996 | Vira Lata                     | Telenovela   | TV Globo           | Interpretação: "Baby" (por Paulo Ricardo) |
| 1996 | Antônio Alves, Taxista        | Telenovela   | SBT                | Interpretação: "Lindeza" (por Gal Costa) |
| 1996 | Salsa & Merengue              | Telenovela   | TV Globo           | Voz: "Capullito de Alelí" |
| 1997 | Os Ossos do Barão             | Telenovela   | SBT                | Voz: "Lábios que Beijei" |
| 1998 | Dona Flor & Seus Dois Maridos | Minissérie   | TV Globo           | Voz: "Cada Macaco no Seu Galho", "Derradeira Primavera" e "O Que Será" ("A Flor da Terra" (com Gal Costa))                                                                                               |
| 1998 | Fascinação                    | Telenovela   | SBT                | Voz: "Capullito de Alelí" |
| 1998 | Meu Bem Querer                | Telenovela   | TV Globo           | Voz: "Você é Minha" |
| 1998 | Labirinto                     | Minissérie   | TV Globo           | Voz: "Não Enche" |
| 1999 | Suave Veneno                  | Telenovela   | TV Globo           | Voz: "Sozinho" |
| 1999 | Terra Nostra                  | Telenovela   | TV Globo           | Voz: "Luna Rossa" |
| 1999 | Malhação                      | Telenovela   | TV Globo           | Voz: "Bem Devagar" |
| 2000 | Esplendor                     | Telenovela   | TV Globo           | Voz: "Que Não se Vê" ("Come Tu me Vuoi") |
| 2000 | Laços de Família              | Telenovela   | TV Globo           | Voz: "Samba de Verão" Interpretação: "Baby" (por Os Mutantes) |
| 2001 | As Filhas da Mãe              | Telenovela   | TV Globo           | Interpretação: "Odara" (por Lulo Scroback) |
| 2001 | O Clone                       | Telenovela   | TV Globo           | Voz: "Escândalo" e "Final Feliz" (com Só Pra Contrariar) |
| 2002 | Desejos de Mulher             | Telenovela   | TV Globo           | Voz: "Sonhos" |
| 2003 | Mulheres Apaixonadas          | Telenovela   | TV Globo           | Voz: "Todo Errado" (com Jorge Mautner) |
| 2003 | Kubanacan                     | Telenovela   | TV Globo           | Voz: "Capullito de Alelí" |
| 2003 | Celebridade                   | Telenovela   | TV Globo           | Voz: "Always" |
| 2004 | Cabocla                       | Telenovela   | TV Globo           | Voz: "Céu de Santo Amaro" (com Flávio Venturini) |
| 2005 | América                       | Telenovela   | TV Globo           | Voz: "Eu Sei que Vou te Amar" |
| 2005 | A Lua me Disse                | Telenovela   | TV Globo           | Voz: "Só Vou Gostar de Quem Gosta de Mim" Interpretação: "Eu Sou Neguinha?" (por Vanessa da Mata) |
| 2005 | Belíssima                     | Telenovela   | TV Globo           | Voz: "Você é Linda" Interpretação: "Coisa Mais Linda" (por Gal Costa) |
| 2006 | Páginas da Vida               | Telenovela   | TV Globo           | Voz: "So in Love" |
| 2006 | Pé na Jaca                    | Telenovela   | TV Globo           | Voz: "Rocks" |
| 2006 | Paixões Proibidas             | Telenovela   | Band/RTP           | Voz: "Coração Imprevisto" (com Eugénia Melo e Castro) |
| 2007 | Paraíso Tropical              | Telenovela   | TV Globo           | Voz: "Não Enche" e "The Man I Love" |
| 2007 | Luz do Sol                    | Telenovela   | RecordTV           | Interpretação: "Luz do Sol" (por Jorge Vercillo) |
| 2007 | Duas Caras                    | Telenovela   | TV Globo           | Voz: "Oração ao Tempo" Interpretação: "Você Não Entende Nada" (por Celso Fonseca) |
| 2007 | Desejo Proibido               | Telenovela   | TV Globo           | Voz: "Trem das Cores" |
| 2008 | Beleza Pura                   | Telenovela   | TV Globo           | Interpretação: "Coração Vagabundo" (por Ana Cañas) |
| 2008 | Queridos Amigos               | Minissérie   | TV Globo           | Voz: "Meu Bem, Meu Mal" (com Maria Bethânia), "Sampa" e "Alegria, Alegria" Interpretação: "Esse Cara" (por Maria Bethânia), e "Divino, Maravilhoso" e "London, London" (por Gal Costa)                   |
| 2008 | Três Irmãs                    | Telenovela   | TV Globo           | Voz: "Moça" |
| 2009 | Viver a Vida                  | Telenovela   | TV Globo           | Voz: "The Man I Love" |
| 2009 | Cinquentinha                  | Minissérie   | TV Globo           | Interpretação: "Base de Guantánamo" (por Arnaldo Antunes) |
| 2010 | Ti-Ti-Ti                      | Telenovela   | TV Globo           | Interpretação: "Rapte-me, Camaleoa" (por Maria Gadú) Voz: "Nature Boy" |
| 2011 | Insensato Coração             | Telenovela   | TV Globo           | Voz: "Super Homem" |
| 2011 | Divã                          | Série        | TV Globo           | Interpretação: "O Quereres" (por Nise Palhares) |
| 2011 | Amor & Revolução              | Telenovela   | SBT                | Voz: "Alegria, Alegria" e "London, London" Interpretação: "Baby" (por Os Mutantes) |
| 2011 | Cordel Encantado              | Telenovela   | TV Globo           | Voz: "Circuladô de Fulô" |
| 2011 | O Astro                       | Telenovela   | TV Globo           | Voz: "Stalling for Time" |
| 2011 | A Vida da Gente               | Telenovela   | TV Globo           | Interpretação: "Oração ao Tempo" (por Maria Gadú) |
| 2012 | Amor Eterno Amor              | Telenovela   | TV Globo           | Voz: "Luz do Sol" |
| 2012 | Gabriela                      | Telenovela   | TV Globo           | Voz: "Você Não me Ensinou a te Esquecer" (com Fernando Mendes) |
| 2012 | Salve Jorge                   | Telenovela   | TV Globo           | Voz: "Tiranizar" |
| 2013 | Amor à Vida                   | Telenovela   | TV Globo           | Voz: "Un Vestido y un Amor" |
| 2013 | Saramandaia                   | Telenovela   | TV Globo           | Interpretação: "O Ciúme" (por Denny & Dino) |
| 2013 | Joia Rara                     | Telenovela   | TV Globo           | Voz: "Gayana" |
| 2014 | Amores Roubados               | Minissérie   | TV Globo           | Voz: "O Ciúme" |
| 2014 | Em Família                    | Telenovela   | TV Globo           | Voz: "Coisa Mais Linda" |
| 2014 | O Rebu                        | Telenovela   | TV Globo           | Voz: "Feelings" e "Michelangelo Antonioni" Interpretação: "Mãe" (por Gal Costa) |
| 2014 | Boogie Oogie                  | Telenovela   | TV Globo           | Voz: "London, London" |
| 2014 | Alto Astral                   | Telenovela   | TV Globo           | Voz: "Cry me a River" |
| 2015 | Sete Vidas                    | Telenovela   | TV Globo           | Voz: "Cais" |
| 2015 | Babilônia                     | Telenovela   | TV Globo           | Voz: "Sonhos" e "Rap du Bom, Parte II" (com Rappin' Hood) |
| 2015 | Além do Tempo                 | Telenovela   | TV Globo           | Voz: "Você é Linda" Interpretação: "Coração Vagabundo" (por Ana Cañas) |
| 2016 | Velho Chico                   | Telenovela   | TV Globo           | Voz: "Tropicália" (com Orquestra Sinfônica de Heliópolis), "Triste Bahia" e "O Ciúme" Interpretação: "Como 2 e 2" (por Gal Costa)                                                                        |
| 2016 | Sol Nascente                  | Telenovela   | TV Globo           | Voz: "Come Prima" (com Gilberto Gil) |
| 2017 | A Força do Querer             | Telenovela   | TV Globo           | Voz: "O Quereres" |
| 2017 | Os Dias Eram Assim            | Supersérie   | TV Globo           | Interpretação: "Divino, Maravilhoso" (por Gal Costa) Voz: "Podres Poderes", "O Leãozinho" e "Você é Linda"                                                                                               |
| 2017 | Tempo de Amar                 | Telenovela   | TV Globo           | Voz: "Caminho de Pedra" |
| 2018 | Onde Nascem os Fortes         | Supersérie   | TV Globo           | Voz: "Todo Homem" (com Tom, Moreno e Zeca Veloso), "Alguém Cantando", "Asa Branca" e "Canto do Povo de um Lugar" Interpretação: "Como 2 e 2" (por Gal Costa)                                             |
| 2018 | Segundo Sol                   | Telenovela   | TV Globo           | Voz: "Um Canto de Afoxé para o Bloco do Ilê" (com Tom e Moreno Veloso) e "Chame Gente" (com Armandinho & Trio Elétrico, Dodô & Osmar e Moraes Moreira) Interpretação: "Aquele Frevo Axé" (por Gal Costa) |
| 2018 | As Aventuras de Poliana       | Telenovela   | SBT                | Interpretação: "Baby" (por Gabriela Petry) |
| 2018 | Espelho da Vida               | Telenovela   | TV Globo           | Interpretação: "Oração ao Tempo" (por Maria Bethânia) |
| 2018 | O Sétimo Guardião             | Telenovela   | TV Globo           | Voz: "Rap du Bom, Parte II" (com Rappin' Hood) |
| 2019 | Éramos Seis                   | Telenovela   | TV Globo           | Interpretação: "Um Só Lugar" (por Cezar Mendes, Tom e Moreno Veloso) |
| 2019 | Amor de Mãe                   | Telenovela   | TV Globo           | Voz: "O Estrangeiro", "Não me Arrependo", "Mãe" (com Gal Costa) e "Samba e Amor" (com Chico Buarque) |
| 2020 | As Five                       | Série        | Globoplay/TV Globo | Interpretação: "Divino, Maravilhoso" (por Gal Costa) |
| 2021 | Um Lugar ao Sol               | Telenovela   | TV Globo           | Interpretação: "Baby" (por Os Mutantes) Voz: "Tu me Acostumbraste" e "Eu e a Brisa" |
| 2022 | Além da Ilusão                | Telenovela   | TV Globo           | Voz: "Você Mentiu" (com Anitta) |
| 2022 | Travessia                     | Telenovela   | TV Globo           | Voz: "Anjos Tronchos" e "It's a Long Way" |
| 2022 | Todas as Flores               | Telenovela   | Globoplay/TV Globo | Voz: "Sem Samba Não Dá" |
| 2023 | Vai na Fé                     | Telenovela   | TV Globo           | Voz: "Deus Cuida de Mim" (com Kleber Lucas) |
| 2023 | Amor Perfeito                 | Telenovela   | TV Globo           | Voz: "Un Vestido y un Amor" |
| 2023 | Fuzuê                         | Telenovela   | TV Globo           | Interpretação: "Bat Macumba" (por Os Mutantes) |
| 2024 | Renascer                      | Telenovela   | TV Globo           | Voz: "Trem das Cores" |
| 2024 | Mania de Você                 | Telenovela   | TV Globo           | Voz: "Nós Nus" (com Leo Cavalcanti) e "La Mer" |
| 2025 | Vale Tudo                     | Telenovela   | TV Globo           | Voz: "Nossa Resenha" (com Os Garotin, Cupertino e Anchietx) e "Isto Aqui O Que É" |
| 2025 | Dona de Mim                   | Telenovela   | TV Globo           | Voz: "Domingo" (com Mart'nália) |
| 2025 | Êta Mundo Melhor!             | Telenovela   | TV Globo           | Voz: "Tristeza do Jeca" (com Zezé di Camargo e Maria Bethânia) |